# Andreaea laxifolia
Andreaea laxifolia är en bladmossart som beskrevs av J. D. Hooker och William M. Wilson 1844. Andreaea laxifolia ingår i släktet sotmossor, och familjen Andreaeaceae. Inga underarter finns listade i Catalogue of Life.